# Sierra de Fuentes
Sierra de Fuentes (extremadurai nyelven Sierra-Fuentis) település Spanyolországban, Cáceres tartományban. Sierra de Fuentes Cáceres községgel határos. Lakosainak száma 2056 fő (2024).

## Népesség
A település népessége az elmúlt években az alábbi módon változott:
| Lakosok száma | 1610 | 1871 | 1808 | 2085 | 2075 | 2043 | 2026 | 1998 | 1984 | 2056 |
|               | 2001 | 2004 | 2006 | 2009 | 2011 | 2014 | 2016 | 2019 | 2021 | 2024 |